# Liste des unités de l'armée française les plus décorées au cours de la Première Guerre mondiale
Liste des unités de l'Armée française les plus décorées au cours de la Première Guerre mondiale en fonction du nombre de citations collectives à l'ordre de l'Armée (donnant droit au port de la fourragère) et des décorations (Légion d'honneur ou médaille militaire) attribuées aux drapeaux.
Plus de 800 unités (586 régiments ou bataillons d'infanterie, 150 régiments d'artillerie, 92 régiments de cavalerie, 11 régiments du génie) ont combattu au cours de la Première Guerre mondiale mais seules un petit nombre ont obtenu les plus hautes distinctions (fourragère rouge, drapeau décoré de la Légion d'honneur ou de la médaille militaire).

## Fourragères
La fourragère est une décoration créée le 21 avril 1916 récompensant une unité militaire pour faits de guerre ou de bravoure exemplaires. La fourragère peut être de différentes couleurs en fonction du nombre de citations à l'ordre de l'Armée (nombre de fois où l'unité a été citée pour faits exceptionnels). Une fourragère est attribuée à partir de 2 citations à l'ordre de l'Armée qui donnent droit au port de la fourragère verte aux couleurs de la Croix de Guerre 14/18. 4 ou 5 citations donnent droit au port de la fourragère jaune aux couleurs de la Médaille Militaire, 6 à 8 citations donnent droit au port de la fourragère rouge à la couleur de la Légion d'Honneur et 9 à 11 citations donnent droit au port de la double fourragère verte et rouge aux couleurs de la Croix de Guerre et de la Légion d'honneur.
Seules 2 unités ont été décorées de la double fourragère verte et rouge (9-11 citations à l'ordre de l'Armée) et 22 de la fourragère rouge (6-8 citations à l'ordre de l'Armée).

### Double fourragère verte et rouge - couleur de la Croix de Guerre et de la Légion d'honneur (9-11 citations à l'ordre de l'Armée)
- Régiment d'infanterie coloniale du Maroc (RICM) (04/11/1918) : 10 citations
- Régiment de marche de la Légion étrangère (RMLE) (04/11/1918) : 9 citations

### Fourragère rouge - couleur de la Légion d'honneur (6-8 citations à l'ordre de l'Armée)
- 4e régiment de marche de zouaves (05/05/1918) : 7 citations
- 8e régiment de marche de zouaves (03/09/1918) : 7 citations
- 152e régiment d'infanterie (03/09/1918) : 7 citations
- 3e bataillon de marche d'infanterie légère d'Afrique (10/12/1918) : 7 citations
- 26e régiment d'infanterie (04/10/1918) : 6 citations
- 4e régiment mixte de zouaves et tirailleurs (04/10/1918) : 6 citations
- 27e bataillon de chasseurs à pied (15/10/1918) : 6 citations
- 7e régiment de marche de tirailleurs (04/11/1918) : 6 citations
- 30e bataillon de chasseurs à pied (27/11/1918) : 6 citations
- 23e régiment d'infanterie (10/12/1918) : 6 citations
- 6e bataillon de chasseurs à pied (10/12/1918) : 6 citations
- 8e bataillon de chasseurs à pied (19/12/1918) : 6 citations
- 4e régiment de marche de tirailleurs (19/12/1918) : 6 citations
- 153e régiment d'infanterie (25/12/1918) : 6 citations
- 9e régiment de marche de zouaves (25/12/1918) : 6 citations
- 16e bataillon de chasseurs à pied (12/01/1919) : 7 citations (source 16e bataillon de chasseurs à pied)
- 2e régiment de marche de tirailleurs (09/02/1919) : 6 citations
- 3e régiment de marche de zouaves (09/02/1919) : 6 citations
- 8e régiment d'infanterie (04/10/1919) : 6 citations
- Bataillon de fusiliers marins (15/05/1919) : 6 citations
- 43e régiment d'infanterie coloniale (01/03/1919) : 6 citations
- 61e régiment d'artillerie de campagne (21/06/1921) : 6 citations

Aucun régiment de cavalerie n'a obtenu la fourragère rouge. Le régiment de cavalerie le plus décoré de l'armée française étant le régiment de marche de spahis marocains (RMSM), qui s'est illustré dans l'Armée française d'Orient avec 5 citations et la fourragère jaune aux couleurs de la Médaille militaire.

## Drapeaux
L'attribution de la fourragère rouge à la couleur de la Légion d'honneur à un régiment ne confère pas en même temps au drapeau de ce régiment le droit de porter la croix de la Légion d'honneur. Il faut que le drapeau soit décoré par un décret spécial. De même certaines unités décorées de la Légion d'honneur n'ont aucune fourragère.
S'agissant des décorations de drapeaux, la médaille militaire est plus prestigieuse que la Légion d'honneur, contrairement aux fourragères ou à la fourragère aux couleurs du ruban de la Médaille militaire (4-5 citations), qui est moins prestigieuse que la fourragère aux couleurs du ruban de la Légion d'honneur (6-8 citations).
Vingt-et-un drapeaux d'unités ont été décorés de la Légion d'honneur ou de la Médaille militaire (pour ceux ayant déjà la Légion d'honneur) au titre de la Première Guerre mondiale,.
- Cinq drapeaux ont été décorés pour des actes d'héroïsme individuels au cours des deux premiers mois de la guerre[4]:
  - Bataillons de chasseurs à pied : pour la prise, le 15 août 1914 à Saint-Blaise (Alsace) par le 1er bataillon, du 1er drapeau allemand. Décoré de la médaille militaire le 24/02/1918.
  - 137e régiment d'infanterie : pour la prise, le 27 août 1914 à Bulson par les soldats Turquand et Broussard, du drapeau du 3e bataillon du 28e régiment d'infanterie de réserve allemand. Décoré de la Légion d'honneur.
  - 298e régiment d'infanterie : pour la prise, le 7 septembre 1914 à Vincy, par le soldat Guillemard, du drapeau du 1er bataillon du 37e régiment de fusiliers allemands. Décoré de la Légion d'honneur
  - 3e régiment de marche de zouaves (3e RMZ) : pour la prise, le 19 septembre 1914 à Tracy le Val, par le zouave Laroche, du Drapeau du 2e bataillon du 86e régiment d'infanterie allemand. Décoré de la médaille militaire le 05/07/1919.
  - 24e régiment d'infanterie coloniale : pour la prise, le 26 septembre 1914 près de Minaucourt, par l'adjudant Canal, le sergent Ducombs et les soldats Casez, Dencausse et Bertrand, du drapeau du 69e bataillon d'infanterie de réserve allemand. Décoré de la Légion d'honneur
- 16 drapeaux ont été décorés au nombre de citations à l'ordre de l'Armée (au moins six citations) : 
  - Régiment d'infanterie coloniale du Maroc (RICM) : 13/11/1916 - Légion d'honneur (pour la prise du fort de Douaumont) - 05/07/1919 - Médaille militaire
  - Régiment de marche de la Légion étrangère (RMLE) : 04/12/1917 - Légion d'honneur -  26/08/1919  - Médaille militaire
  - 8e régiment d'infanterie : 20/09/1920 - Légion d'honneur
  - 23e régiment d'infanterie : 05/07/1919 - Légion d'honneur
  - 26e régiment d'infanterie : 05/07/1919 - Légion d'honneur
  - 152e régiment d'infanterie : 05/07/1919 - Légion d'honneur
  - 153e régiment d'infanterie : 05/07/1919 - Légion d'honneur
  - 43e régiment d'infanterie coloniale : 05/07/1919 - Légion d'honneur
  - Bataillon de fusiliers marins : 05/07/1919 - Légion d'honneur
  - 4e régiment de marche de zouaves (4e RMZ) : 05/07/1919 - Légion d'honneur
  - 8e régiment de marche de zouaves (8e RMZ) : 05/07/1919 - Légion d'honneur
  - 9e régiment de marche de zouaves (9e RMZ) : 05/07/1919 - Légion d'honneur
  - 2e régiment de marche de tirailleurs (2e RMT) : 05/07/1919 - Médaille militaire
  - 4e régiment de marche de tirailleurs (4e RMT) : 05/07/1919 - Légion d'honneur
  - 7e régiment de marche de tirailleurs (7e RMT) : 05/07/1919 - Légion d'honneur
  - 4e régiment mixte de zouaves et tirailleurs (4e RMZT) : 05/07/1919 - Légion d'honneur

À noter que 40 % de ces unités sont des unités de zouaves et de tirailleurs algériens alors que leurs effectifs représentaient moins de 4 % des combattants.

## Citations collectives
Les unités les plus décorées, au nombre moyen de citations à l'ordre de l'Armée par unité, sont les Zouaves, avec 42 citations à l'ordre de l'Armée pour 8 régiments ayant combattu, les Tirailleurs Nord-Africains (algériens, tunisiens et marocains) avec 62 citations pour 16 régiments ayant combattu et les bataillons de chasseurs avec 242 citations pour 78 unités ayant combattu.